# هوراس أبوت
هوراس أبوت (بالإنجليزية: Horace Abbott)‏ هو مصرفي أمريكي، ولد في 29 يوليو 1806 في سدبري ‏ في الولايات المتحدة، وتوفي في 8 أغسطس 1887 في بالتيمور في الولايات المتحدة.